# Matemàtiques

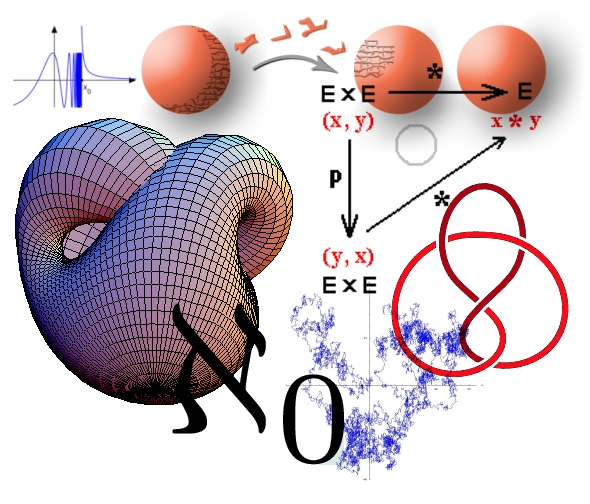
Representacions de diversos camps de les matemàtiques

La matemàtica (encara que, per a referir-se a l'estudi i ciència, s'acostuma a utilitzar el plural matemàtiques) és aquella ciència que estudia patrons en les estructures de cossos abstractes i en les relacions que s'estableixen entre ells (del mot derivat del grec μάθημα, máthēma: ciència, coneixement, aprenentatge; μαθηματικός, mathēmatikós).
Malgrat que tingui múltiples usos en altres ciències i disciplines (molt particularment, en la física), i tracti relacions que poden semblar evidents, les matemàtiques primer postulen (vegeu axiomes matemàtics), i després dedueixen i demostren. Les matemàtiques no són una ciència experimental, sinó una ciència formal. Els matemàtics acostumen a definir i investigar estructures i conceptes abstractes per raons purament internes a la matemàtica, ja que tals estructures poden proveir, per exemple, una generalització elegant, o una eina útil per a càlculs freqüents. A més, molts matemàtics estudien les seves àrees de preferència simplement per raons estètiques, veient així la matemàtica com una forma d'art en comptes d'una ciència pràctica o aplicada (encara que les estructures que els matemàtics investiguen tenen, molt sovint, el seu origen en observacions de la natura).

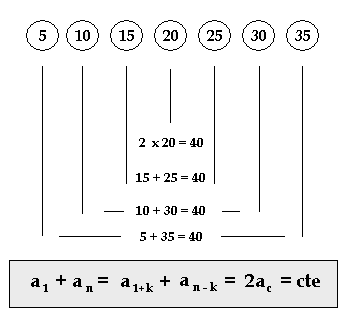
Progressió aritmètica

La matemàtica és un art, però també una ciència d'estudi. Informalment, es pot afirmar que la matemàtica és l'estudi dels «nombres i símbols», és a dir, la investigació d'estructures abstractes definides axiomàticament utilitzant la lògica i la notació matemàtica. És també la ciència de les relacions espacials i quantitatives. Es tracta de relacions exactes que existeixen entre quantitats i magnituds, i dels mètodes pels quals, d'acord amb aquestes relacions, les quantitats buscades són deduïbles a partir d'altres quantitats conegudes o pressuposades. Altres punts de vista poden trobar-se en la filosofia de les matemàtiques.
És freqüent trobar qui descriu la matemàtica com una simple extensió dels llenguatges naturals humans, que utilitza una gramàtica i un vocabulari definits amb extrema precisió, el propòsit dels quals és la descripció i exploració de relacions conceptuals i físiques. Recentment, això no obstant, els avanços en l'estudi del llenguatge humà apunten cap a una altra forma d'analitzar-los: els llenguatges naturals (com el català i el francès) i els llenguatges formals (com la matemàtica i els llenguatges de programació) són estructures de naturalesa bàsicament diferent.

## Etimologia
La paraula "matemàtiques" (del grec μαθηματικά) prové de dues paraules gregues μάθημα (máthēma), que significa 'aprenentatge', 'estudi', 'ciència' i, amb el pas del temps, el seu significat va quedar reduït al que avui coneixem com l'estudi matemàtic. L'adjectiu és μαθηματικός (mathēmatikós), que significa 'relacionat amb l'aprenentatge', 'estudiós' i que també, amb el pas del temps, va quedar reduït a 'matemàtic'. En especial, μαθηματικὴ τέχνη (mathēmatikḗ tékhnē), en llatí, ars mathematica, significava 'art matemàtic'. La forma plural del català prové del plural neutre llatí mathematica (Ciceró), basat en el plural grec τα μαθηματικά (ta mathēmatiká) utilitzat per primera vegada per Aristòtil en referència a "totes les coses matemàtiques".

## Història

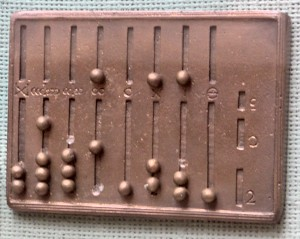
Àbac

Històricament, la matemàtica va sorgir amb la finalitat de fer els càlculs en el comerç, per a amidar la terra i per a predir els esdeveniments astronòmics. Aquestes tres necessitats poden ser relacionades en certa manera amb la subdivisió àmplia de les matemàtiques en l'estudi de l'estructura, l'espai i el canvi. L'estudi de l'estructura comença amb els nombres, inicialment els nombres naturals i els nombres enters.
Les regles que dirigeixen les operacions aritmètiques s'estudien en l'àlgebra elemental, i les propietats més profundes dels nombres enters s'estudien en la teoria de nombres. La investigació de mètodes per a resoldre equacions duu al camp de l'àlgebra abstracta. L'important concepte de vector, generalitzat a espai vectorial, és estudiat en l'àlgebra lineal, i pertany a les dues branques de l'estructura i l'espai. L'estudi de l'espai origina la geometria, primer la geometria euclidiana i després la trigonometria.
La comprensió i descripció del canvi en variables mesurables és el tema central de les ciències naturals i del càlcul. Per a resoldre problemes que es dirigeixen en forma natural a relacions entre una quantitat i la seva taxa de canvi, i de les solucions a aquestes equacions, s'estudien les equacions diferencials.
Els nombres utilitzats per a representar les quantitats contínues són els nombres reals. Per a estudiar els processos de canvi, s'utilitza el concepte de funció matemàtica. Els conceptes de derivada i integral, introduïts per Isaac Newton i Leibniz, representen un paper clau en aquest estudi, que es denomina anàlisi.
Per raons matemàtiques, és convenient per a molts fins introduir-hi els nombres complexos, cosa que dona lloc a l'anàlisi complexa. L'anàlisi funcional, per contra, consisteix a estudiar problemes la incògnita dels quals és una funció, pensant-la com un punt d'un espai funcional abstracte.
Un camp important en matemàtiques aplicades és la probabilitat i l'estadística, que permeten la descripció, l'anàlisi i la predicció de fenòmens que tenen variables aleatòries i que s'usen en totes les ciències.
L'anàlisi numèrica investiga els mètodes per a fer els càlculs en computadores.

## Grans matemàtics[1][2][3][4][5]de la història
- Tales de Milet (600 aC). Matemàtic i geòmetra grec. Considerat un dels Set savis de Grècia. Inventor del teorema de Tales, que estableix que, si a un triangle qualsevol li tracem una paral·lela a qualsevol dels seus costats, obtenim dos triangles semblants.

- Pitàgores (582-500 aC). Fundador de l'escola pitagòrica, que es basava en l'amor a la saviesa, a les matemàtiques i a la música. Se li ha atribuït la demostració del teorema que porta el seu nom, el qual estableix que, en un triangle rectangle, el quadrat de la hipotenusa (el cantó oposat al de l'angle recte) és igual a la suma dels quadrats dels dos catets (els dos costats menors que la hipotenusa i que conformen l'angle recte).
- Hipàcia (370-415 aC.). Sàvia grega. Matemàtica, astrònoma i filòsofa. Professora i directora de l'Escola d'Alexandria.

- Euclides (c. 365-300 aC). Savi grec, la seva obra Elements és considerada com el text matemàtic més important de la història.

- Arquimedes (287-212 aC). Va ser el matemàtic més important de l'Edat Antiga. També conegut per una de les seves frases: "Eureka!, eureka!, ho he trobat".

- al-Khuwarizmí (c. 780 - c. 850). Matemàtic, geògraf i astròleg/astrònom àrab. Del seu nom es deriven termes com àlgebra i algorisme.

- Fibonacci (1170-1240). Matemàtic italià que va realitzar importants aportacions en els camps matemàtics de l'àlgebra i la teoria dels nombres.

- John Napier (1550-1617). Matemàtic escocès reconegut per haver introduït els logaritmes, un grup dels quals porten el seu nom.

- Galileo Galilei (1564-1642). Matemàtic italià, el principal assoliment del qual va ser crear un nexe d'unió entre les matemàtiques i la mecànica.

- René Descartes (1596-1650). Matemàtic francès que va escriure una obra sobre la teoria de les equacions.

- Pierre de Fermat (1601-1165). Matemàtic francès considerat el creador de la moderna teoria de nombres i conegut sobre tot pel teorema que porta el seu nom i que ha romàs sense demostrar fins a finals del segle xx.

- Blaise Pascal (1623-1662). Matemàtic francès que va formular un dels teoremes bàsics de la geometria projectiva.

- Isaac Newton (1643-1727). Matemàtic anglès, autor dels Philosophiae naturalis principia mathematica.

- Gottfried Leibniz (1646-1716). Matemàtic alemany que va desenvolupar, independentment de Newton, el càlcul infinitesimal.

- Thomas Bayes (1702-1761). Matemàtic anglès conegut pels seus treballs sobre probabilitat condicionada.

- Émilie du Châtelet (1706-1749). Matemàtica francesa, va traduir els Principia de Newton i contribuir al desenvolupament del càlcul i del raonament matemàtic.

- Leonhard Euler (1707-1783). Matemàtic suís que va realitzar importants descobriments en el camp del càlcul i la teoria de grafs.
- Maria Gaetana Agnesi (1718-1799). Matemàtica italiana que va contribuir al desenvolupament i divulgació del càlcul diferencial.

- Joseph Louis Lagrange (1736-1813). Matemàtic francoitalià que va realitzar contribucions en el camp del càlcul i de la teoria dels nombres.

- Pierre-Simon Laplace (1749-1827). Matemàtic francès que va realitzar importants aportacions a la teoria de probabilitats, va desenvolupar l'equació de Laplace i va inventar la transformada de Laplace, que té importants aplicacions en electrònica. Va ser un fervent creditor del determinisme científic.

- Caroline Herschel (1750-1848). Matemàtica alemanya, que es va dedicar a la recerca en astronomia. El 1828 va guanyar la medalla d'or de la Royal Astronomical Society pel descobriment de set cometes.

- Paolo Ruffini (1765-1822). Matemàtic italià que va inventar la regla de Ruffini, que permet trobar coeficients del resultat de la divisió d'un polinomi pel binomi (x - r).

- Jean Baptiste Joseph Fourier (1768-1830). Matemàtic francès. Va estudiar la transmissió de calor, desenvolupant per a això la transformada de Fourier; d'aquesta manera, va estendre el concepte de funció i va introduir una nova branca dins de la teoria de les equacions diferencials.

- Sophie Germain (1776-1831). Matemàtica francesa. Va estudiar la teoria de nombres i el càlcul, i va fer contribucions a la demostració del Teorema de Fermat.

- Carl Friedrich Gauss (1777-1855). Matemàtic alemany conegut com "el príncep de les matemàtiques". Ha contribuït de manera notable a diverses àrees de les matemàtiques: la teoria de nombres, l'anàlisi matemàtica i la geometria diferencial. Va ser el primer a provar rigorosament el teorema fonamental de l'àlgebra. Va inventar el que es coneix com a mètode de Gauss, que va utilitzar per a resoldre sistemes de tres equacions lineals amb tres incògnites.

- Mary Somerville (1780-1872). Matemàtica escocesa que va treballar en àlgebra i astronomia.

- Bernard Bolzano (1781-1848). Matemàtic, lògic, filòsof i teòleg bohemi que va escriure en alemany i que va realitzar importants contribucions a les matemàtiques i a la Teoria del coneixement. Se'l coneix, sobre tot, pel teorema que duu el seu nom.

- Augustin Louis Cauchy (1789-1857). Matemàtic francès, pioner en l'anàlisi matemàtica i la teoria de grups. Va oferir la primera definició formal de funció, límit i continuïtat. També va treballar la teoria dels determinants, probabilitat, el càlcul complex i les sèries.

- Niels Henrik Abel (1802-1829). Matemàtic noruec. Durant la seva curta vida va fer contribucions rellevants en diversos camps de les matemàtiques, entre ells a les funcions el·líptiques. Un dels guardons més importants concedits a un matemàtic porta el seu nom.

- Évariste Galois (1811-1832). Matemàtic i activista polític francès, els seus treballs van posar els fonaments de dues grans branques de l'àlgebra.

- Karl Weierstrass (1815-1897). Matemàtic alemany considerat el "pare de l'anàlisi matemàtica moderna".

- Florence Nightingale (1820-1910). Matemàtica britànica, pionera de l'aprofundiment i la divulgació de l'estadística. També va desenvolupar la teoria de grafs.

- Georg Friedrich Bernhard Riemann (1826-1866).

- Sofia Kovalevskaya (1850-1891). Matemàtica russa. Va contribuir a l'estudi de les equacions en derivades parcials i a l'astronomia.

- Henri Poincaré (1854-1912). Matemàtic francès destacat pels seus treballs sobre equacions diferencials i llurs aplicacions a la mecànica celeste.

- David Hilbert (1862-1943). Matemàtic alemany reconegut com un dels més influents i universals de finals del segle xix i començaments del xx.

- Emmy Noether (1882-1935). Matemàtica alemanya. Va desenvolupar l'Àlgebra Moderna i l'Àlgebra Abstracta. Va desenvolupar els fonaments matemàtics de la Teoria de la Relativitat d'Einstein.

- Andrei Kolmogórov (1903-1987). Matemàtic rus, preeminent en el segle xx, que va fer avenços en diversos àmbits de la matemàtica.

- Dorothy Vaughan (1910-2008). Matemàtica estatunidenca especialitzada en anàlisi i computació. Va ser directora de la NACA, precursora de la NASA.

- Joan Clarke (1917-1996). Matemàtica anglesa, experta en criptografia. Va treballar amb Alan Turing en el procés de desxifrat de la Màquina Enigma.

- Katherine Johnson (1918-2020). Matemàtica estatunidenca, especialista en geometria. Va treballar a la NASA on va participar, entre d'altres, en la missió Apolo 11.

- Julia Robinson (1919-1985). Matemàtica estatunidenca que va fer contribucions a la teoria de nombres, l'aritmètica i la lògica.

- Mary Jackson (1921-2005). Matemàtica estatunidenca especialitzada en enginyeria aeroespacial, va fer carrera a la NASA.

- Alexander Grothendieck (1928-2014). Matemàtic apàtrida, nacionalitzat francès el 1971, figura cabdal en la creació de la geometria algebraica moderna.

- Christine Darden (1942-). Matemàtica estatunidenca especialitzada en computació i enginyeria aeroespacial. Va desenvolupar models d'explosions sòniques.

- Maryam Mirzakhani (1977-2017). Matemàtica iraniana, guanyadora de la medalla Fields el 2014. Especialista en geometria de superfícies, geometria hiperbòlica i teoria ergòdica.

## Inspiració matemàtica, matemàtiques pures i aplicades i estètica matemàtica

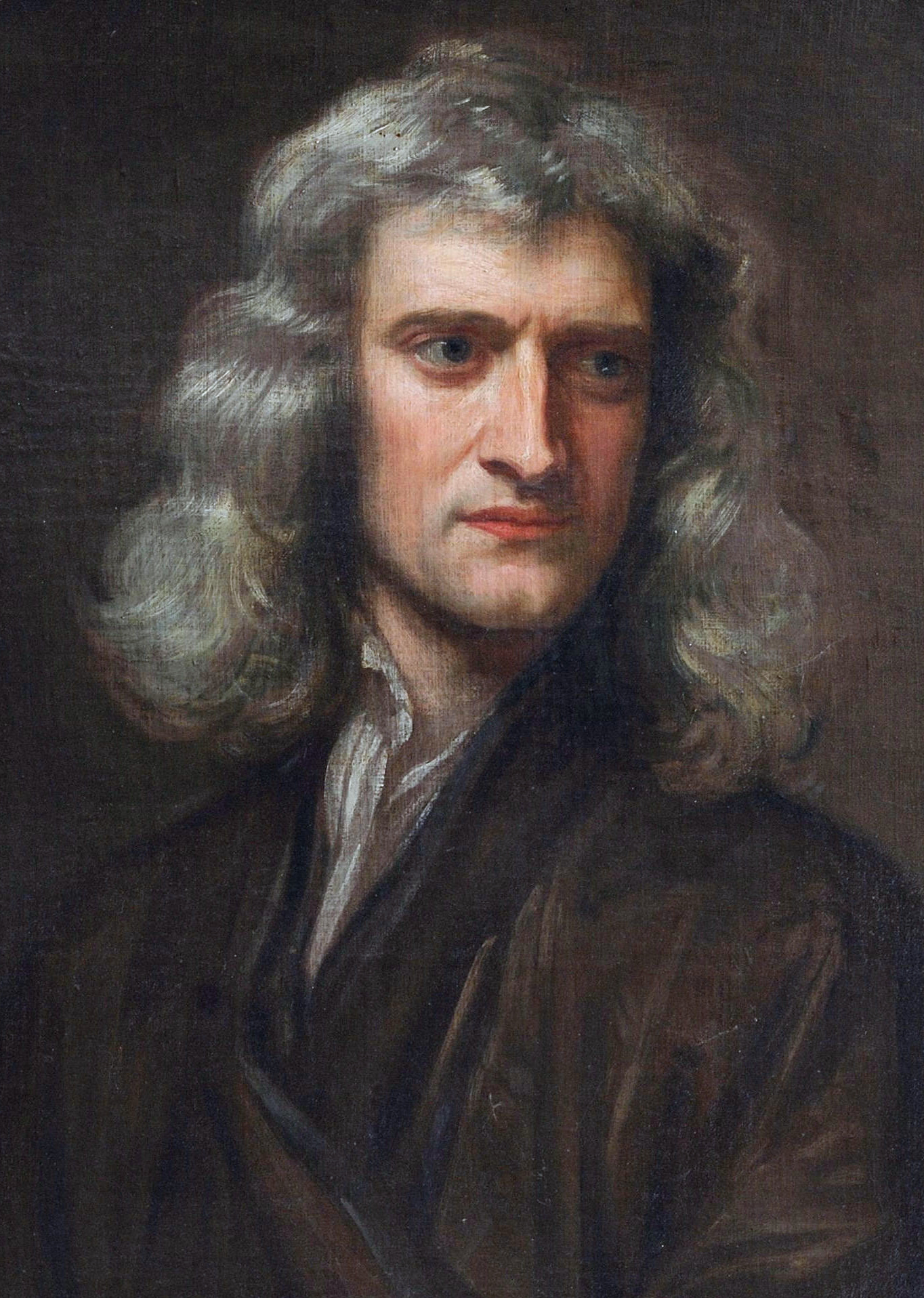
Isaac Newton (1643-1727), un dels inventors de càlcul infinitesimal

Les matemàtiques sorgeixen allà on hi ha problemes que impliquen quantitats, estructures, espai o canvi. Al principi aquests problemes es trobaven en el comerç, en la mesura de la Terra i més tard en l'astronomia. Actualment en totes les ciències sorgeixen problemes que són estudiats pels matemàtics i molts problemes sorgeixen dins de les matemàtiques mateixes. Per exemple, el físic Richard Feynman va inventar la formulació per a la integral de camí de la mecànica quàntica, fent servir una combinació de raonament matemàtic i intuïció física; i la teoria de cordes, que és una teoria científica, encara en procés de desenvolupament, que intenta unificar les quatre forces fonamentals de la natura, continua inspirant els matemàtics. Alguns desenvolupaments matemàtics només s'apliquen en l'àrea en què es van inspirar per a resoldre altres problemes en aquella àrea. Però, sovint, les matemàtiques inspirades per una àrea resulten útils en altres àrees i s'afegeixen a l'estoc general de conceptes matemàtics. El fet notable és que, fins i tot les matemàtiques "més pures" sovint resulten tenir aplicacions pràctiques; és el que Eugene Wigner ha anomenat "l'eficàcia forassenyada de les matemàtiques en la física."
Com en la majoria d'àrees d'estudi, l'explosió de coneixement en l'era científica ha conduït a l'especialització en matemàtiques. Una distinció essencial és entre matemàtiques pures i matemàtiques aplicades: la majoria dels matemàtics centren la seva investigació només en una d'aquestes àrees. Algunes àrees de la matemàtica aplicada s'han fusionat amb aplicacions tradicionals relacionades a fora de les matemàtiques i s'han convertit en disciplines per dret propi, entre elles l'estadística, la investigació operativa o la informàtica.
Per als que tenen una inclinació natural a apreciar les matemàtiques, sovint hi ha un aspecte estètic clar en molts aspectes de les matemàtiques. Molts matemàtics parlen de l'elegància de les matemàtiques, la seva estètica intrínseca i bellesa interior. Es valoren la simplicitat i la generalitat. Hi ha bellesa en una demostració simple i elegant, com ara la demostració d'Euclides de què hi ha una quantitat infinita de nombres primers; hi ha bellesa en un mètode numèric elegant que accelera el càlcul, com, per exemple, la transformada ràpida de Fourier. G. H. Hardy, en Apologia d'un matemàtic, expressa la creença que aquestes consideracions estètiques són suficients per a justificar l'estudi de les matemàtiques pures. Els matemàtics s'esforcen sovint per trobar demostracions de teoremes que siguin especialment elegants; Paul Erdős s'hi referia amb l'expressió cercar demostracions a "El Llibre", en el qual Déu hauria escrit les seves demostracions favorites. La popularitat de les matemàtiques recreatives és un altre senyal del plaer que troben molts a resoldre qüestions matemàtiques.

## Notació, llenguatge i rigor
La major part de la notació matemàtica no va ser introduïda fins al segle xvi. Abans les matemàtiques s'escrivien amb lletres i enunciats, un procés difícil que va limitar el desenvolupament de la disciplina. La notació moderna ha facilitat l'estudi de les matemàtiques. És extremadament comprimida: uns pocs símbols contenen molta informació. Igual que la notació musical, la notació matemàtica moderna té una sintaxi estricta que codifica la informació, que seria molt difícil d'escriure d'una altra manera.
El llenguatge matemàtic és difícil per als novençans. Les paraules o o només hi tenen significats molt més precisos que no en l'ús quotidià. Altres conceptes, com ara camp obert i conjunt, tenen significats matemàtics especialitzats, i de l'estudi matemàtic han sorgit nous conceptes com ara l'"homeomorfisme" i la "integrabilitat". Les matemàtiques requereixen un llenguatge molt més precís que el llenguatge quotidià. Aquesta precisió i lògica es coneix com a rigor.
El rigor tracta de la prova matemàtica. Els matemàtics volen que llurs teoremes siguin derivats dels axiomes per mitjà del raonament sistemàtic, per tal d'evitar "teoremes" erronis, basats en intuïcions fal·libles. El nivell de rigor que s'espera de les matemàtiques ha evolucionat amb el temps: els grecs antics demanaven arguments detallats; però, durant l'època de Newton, els mètodes que s'utilitzaven eren menys rigorosos. Els problemes inherents a les definicions de Newton van produir un ressorgiment de l'anàlisi acurada i de la prova formal.

## Camps de les matemàtiques

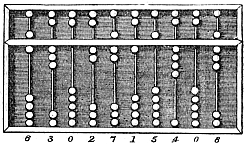
Un àbac, eina de càlcul emprada des de temps antics

Les principals disciplines que abasten les matemàtiques varen sorgir de la necessitat de fer càlculs en el comerç, per a entendre les relacions entre els nombres, per a mesurar la terra, i per a predir fets astronòmics. Aquestes quatre necessitats es poden relacionar si fa o no fa amb la subdivisió de les matemàtiques en l'estudi de la quantitat, l'estructura, l'espai, i el canvi (és a dir, aritmètica, àlgebra, geometria, i l'anàlisi matemàtica). Afegides a aquestes qüestions principals, també hi ha subdivisions dedicades a explorar lligams entre el cor de les matemàtiques i altres camps: la lògica, els fonaments de la teoria de conjunts, o les matemàtiques empíriques d'altres ciències (matemàtiques aplicades) i, més recentment, les matemàtiques dedicades a l'estudi rigorós de la incertesa.

### Quantitat
L'estudi de la quantitat comença amb els nombres, primer els més familiars, que són els nombres naturals i els nombres enters, i les operacions aritmètiques entre aquests, que s'estudien en aritmètica. Les propietats més profundes dels enters s'estudien a la teoria de nombres, d'on surten resultats tan populars com l'últim teorema de Fermat. La teoria de nombres també manté dos problemes coneguts a bastament i no resolts (el 2008): la conjectura dels nombres primers bessons i la conjectura de Goldbach.
A mesura que el sistema de nombres es va desenvolupant, els enters s'identifiquen com un subconjunt dels nombres racionals. Aquests, alhora, resulten continguts dins dels nombres reals, que són els que es fan servir per a representar quantitats contínues. I els nombres reals es generalitzen en els nombres complexos. Aquests són els primers passos d'una jerarquia de nombres que continua fins a incloure els quaternions i els octonions. L'estudi dels nombres naturals també porta cap als nombres transfinits, que formalitzen el concepte de comptar fins a l'infinit. Una altra àrea d'estudi és la mida, que porta cap als nombres cardinals i, llavors, cap a una altra concepció de la infinitud: els nombres aleph, que permeten comparar de manera significativa la mida de conjunts infinitament grans.
| {\displaystyle 1,2,3\,\!} | {\displaystyle -2,-1,0,1,2\,\!} | {\displaystyle -2,{\frac {2}{3}},1.21\,\!} | {\displaystyle -e,{\sqrt {2}},3,\pi \,\!} | {\displaystyle 2,i,-2+3i,2e^{i{\frac {4\pi }{3}}}\,\!} |
| nombres naturals          | nombres enters                  | nombres racionals                          | nombres reals                             | nombres complexos                                      |

### Estructura
Molts objectes matemàtics, com ara els conjunts de nombres i les funcions, presenten una estructura interna. Les propietats estructurals d'aquests objectes s'investiguen en l'estudi dels grups, anells, cossos i altres sistemes abstractes, que són en si mateixos objectes d'aquests. Aquest és el camp de l'àlgebra abstracta. Aquí, un concepte important és el de vector, que es generalitza en els espais vectorials i s'estudia en àlgebra lineal. L'estudi dels vectors combina tres de les àrees fonamentals de les matemàtiques: la quantitat, l'estructura i l'espai. El càlcul vectorial expandeix el camp en una quarta àrea fonamental, la del canvi.
| Corba el·líptica  | Cub de Rubik      | Teoria de grups | Teoria de l'ordre |
| Teoria de nombres | Àlgebra abstracta | Teoria de grups | Teoria de l'ordre |

### Espai
L'estudi de l'espai comença amb la geometria –en particular, amb la geometria euclidiana. La trigonometria combina l'espai i els nombres, i abasta el ben conegut teorema de Pitàgores. L'estudi modern de l'espai generalitza aquestes idees per a incloure geometria de més de tres dimensions, geometries no euclidianes (que tenen un paper central en la relativitat general) i en topologia. La quantitat i l'espai conjuntament juguen un rol important en la geometria analítica, la geometria diferencial, i la geometria algebraica. Dins la geometria diferencial hi ha els conceptes de fibrat vectorial i càlcul de varietats. Dins la geometria algebraica hi ha la descripció d'objectes geomètrics com a conjunts i solució d'equacions polinòmiques, de manera que s'hi combinen els conceptes de quantitat i d'espai, i també l'estudi dels grups topològics, que combinen l'estructura i l'espai. Els grups de Lie es fan servir per a estudiar l'espai, l'estructura, i el canvi. La topologia, amb totes les ramificacions que té, potser ha estat l'àrea amb més creixement de les matemàtiques del segle xx; inclou la conjectura de Poincaré (que ja fa molt temps que es manté) i el controvertit teorema dels quatre colors, la demostració del qual, feta per ordinador, no ha estat verificada mai per un humà.
| Geometria | Trigonometria | Geometria diferencial | Topologia | Geometria fractal |
| Geometria | Trigonometria | Geometria diferencial | Topologia | Geometria fractal |

### Matemàtica del canvi
Entendre i descriure el canvi és un tema comú de les ciències naturals, i el càlcul infinitesimal va ser desenvolupat com una eina potent per a investigar-lo. Les funcions sorgeixen aquí, com un concepte central que descriu una quantitat que canvia amb el temps. L'estudi rigorós dels nombres reals i de les funcions reals es coneix com a anàlisi real, junt amb l'anàlisi complexa, que és el camp equivalent per als nombres complexos. La hipòtesi de Riemann, una de les qüestions obertes fonamentals en matemàtiques, es planteja a partir de l'anàlisi complexa. L'anàlisi funcional para atenció als espais de funcions, que típicament són de dimensió infinita. Una de les moltes aplicacions de l'anàlisi funcional és la mecànica quàntica. Molts problemes porten de manera natural a una relació entre una quantitat i el canvi d'aquesta mateixa quantitat, i aquestes relacions s'estudien com a equacions diferencials. Molts fenòmens naturals es poden descriure com a sistemes dinàmics; la teoria del caos precisa la forma en què molts d'aquests sistemes exhibeixen un comportament impredictible, tot i que continua sent determinista.
| Càlcul infinitesimal | Càlcul vectorial | Equacions diferencials | Sistemes dinàmics | Teoria del caos |
| Càlcul infinitesimal | Càlcul vectorial | Equacions diferencials | Sistemes dinàmics | Teoria del caos |

### Fonaments i filosofia
Amb l'objectiu d'esclarir els fonaments de les matemàtiques es varen introduir la lògica matemàtica i de la teoria de conjunts, i també la teoria de categories, que encara s'està desenvolupant.
La lògica matemàtica es preocupa d'encabir les matemàtiques en un marc rígid d'axiomes i estudiar els resultats d'aquest marc. Com a tal, és la llar del segon teorema d'incompletesa de Gödel, potser el resultat de la lògica més àmpliament reconegut, el qual (parlant informalment) implica que cap sistema formal que contingui l'aritmètica bàsica, si és raonable (això vol dir que tots els teoremes que s'hi poden demostrar són veritat), és necessàriament incomplet (això vol dir que hi ha teoremes vertaders que no es poden demostrar en aquest sistema). Sigui quina sigui la col·lecció d'axiomes de la teoria de nombres, Gödel va mostrar la manera de construir una afirmació en lògica formal que és un fet vertader en teoria de nombres, però que no és el resultat d'aquells axiomes. Per tant, cap sistema formal és una verdadera axiomatització de tota la teoria de nombres. La lògica moderna es divideix entre la teoria de la recurrència, la teoria de models i la teoria de la demostració, i està lligada estretament a la informàtica teòrica.
| {\displaystyle p\Rightarrow q\,} | Teoria de conjunts | Teoria de categories |  |
| Lògica matemàtica                | Teoria de conjunts | Teoria de categories |  |

### Matemàtiques discretes
Matemàtica discreta és el nom comú que es dona a un conjunt de camps de les matemàtiques que es fan servir principalment en informàtica teòrica. Això inclou la teoria de la computabilitat, la teoria de la complexitat, i la teoria de la informació. La teoria de la computabilitat examina les limitacions de diversos models d'ordinador, incloent-hi el model conegut més potent: la màquina de Turing. La teoria de la complexitat és l'estudi de la tractabilitat per ordinador; alguns problemes, tot i ser teòricament resolubles per ordinador, són tan costosos en termes de temps o d'espai de memòria que és probable que resoldre'ls continuï sense ser factible en la pràctica, fins i tot amb el ràpid avenç en el maquinari dels ordinadors. Finalment, la teoria de la informació estudia temes com ara la quantitat de dades que es poden emmagatzemar en un mitjà donat i, per tant, conceptes tals com la compressió de dades, i l'entropia en termodinàmica i teoria de la informació.
Com a camp relativament nou, la matemàtica discreta té una quantitat de problemes fonamentals oberts. El més famós és el problema P versus NP, un dels temes del Premi dels problemes del mil·lenni.
| {\displaystyle {\begin{matrix}(1,2,3)&(1,3,2)\\(2,1,3)&(2,3,1)\\(3,1,2)&(3,2,1)\end{matrix}}} | Teoria de la computació | Criptografia | Teoria de grafs |
| Combinatòria                                                                                  | Teoria de la computació | Criptografia | Teoria de grafs |

### Matemàtiques aplicades
Les matemàtiques aplicades tracten l'ús d'eines matemàtiques abstractes per a resoldre problemes concrets a les ciències, l'economia i altres àrees del coneixement. Un camp important de les matemàtiques aplicades és l'estadística, que fa servir la teoria de la probabilitat com a eina i permet la descripció, l'anàlisi i la predicció de fenòmens en què l'atzar hi té un paper important. La majoria d'experiments, enquestes i estudis d'observació requereixen l'ús de l'estadística. L'anàlisi numèrica recerca els mètodes informàtics per a resoldre eficientment una àmplia gamma de problemes matemàtics que típicament són massa complexos per a la capacitat numèrica humana; inclou l'estudi de l'error d'arrodoniment o altres fonts d'error en càlcul numèric.

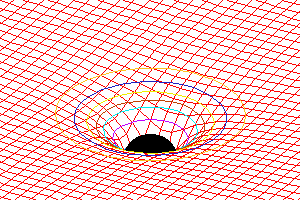
Física matemàtica
Fluidodinàmica matemàtica
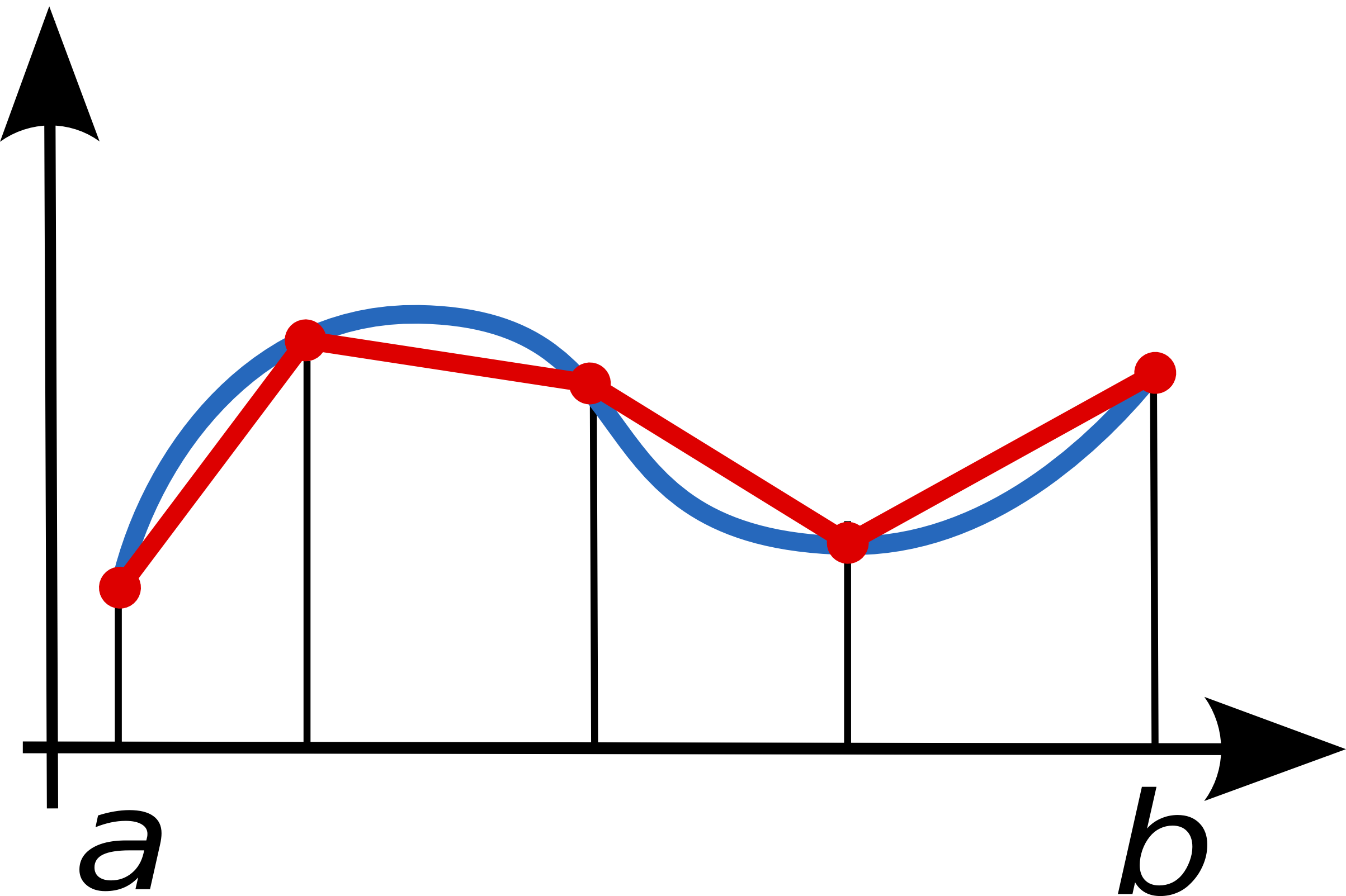
Anàlisi numèrica
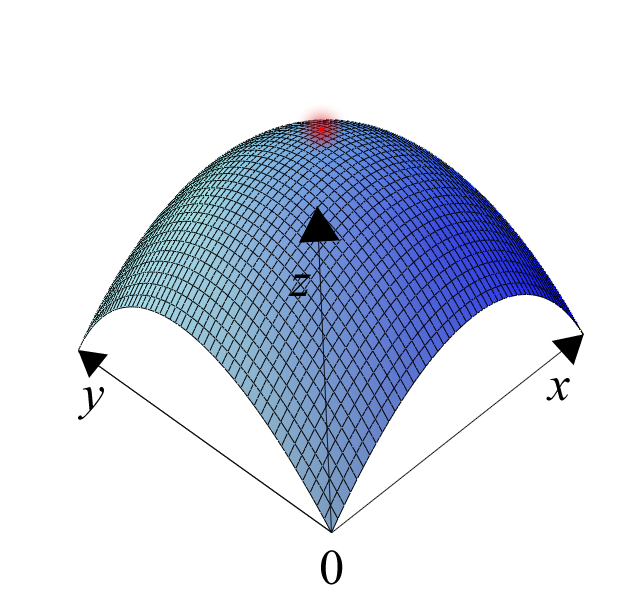
Optimització
Probabilitat
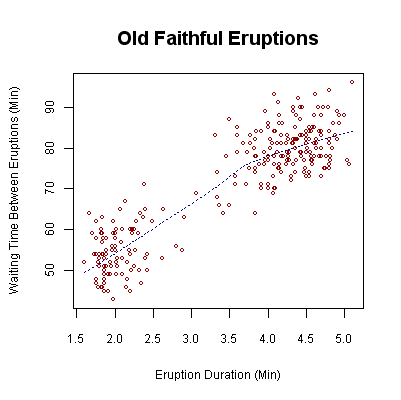
Estadística
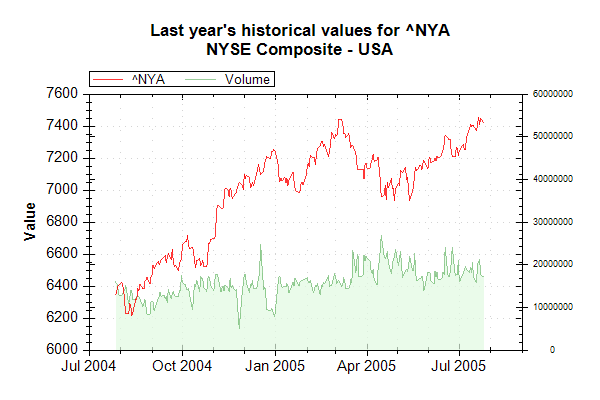
Matemàtica financera
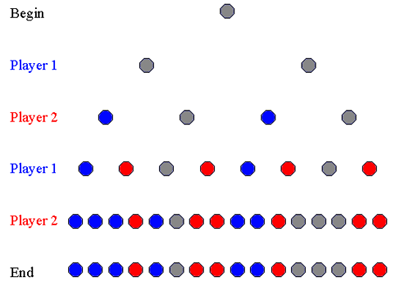
Teoria dels jocs

## Conceptes erronis de les matemàtiques
Les matemàtiques no són un sistema intel·lectualment tancat, en què tot ja estigui fet. Encara existeixen una gran quantitat de problemes esperant una solució, així com una infinitat de problemes esperant la seva formulació.
Les matemàtiques no volen dir comptabilitat. Si bé els càlculs aritmètics són importants per als comptables, els avenços en les matemàtiques abstractes difícilment canviaran la manera de portar els llibres.
Les matemàtiques no volen dir numerologia. La numerologia és una pseudociència que utilitza l'aritmètica modular per a passar de noms i dates a nombres als quals s'atribueix emocions o significats esotèrics, basats en la intuïció.

## Premis matemàtics
Dins de l'àmbit de la matemàtica, els premis més coneguts són:
- La medalla Fields, establerta el 1936 i que ara s'atorga cada 4 anys. És considerat el premi Nobel de la matemàtica.
- El premi Wolf en matemàtiques, iniciat el 1978. Reconeix els assoliments fets durant la vida del matemàtic.
- El premi Abel, que va ser introduït el 2003.
- La medalla Chern. Va ser introduïda el 2010 per a reconèixer els assoliments durant la vida del matemàtic. Aquesta s'atorga per les contribucions dins d'un camp específic, com pot ser la innovació o la resolució d'un problema determinat.